# Mario Bacchelli
Pour les articles homonymes, voir Bacchelli.
Mario Bacchelli, né le 3 janvier 1893 à Bologne et mort le 19 octobre 1951 à Memphis (Tennessee), est un peintre paysagiste italien.

## Biographie
Il expose en 1929 à la salle Cézanne de la Galerie Bernheim-Jeune, des paysages du Brésil et de l'Argentine. 
Alors conducteur d'une moto, il est fauché par une voiture le vendredi 19 octobre au matin. Il meurt le lendemain à l'hôpital St Joseph de Memphis des suites de ses blessures.